# Rajá Sinha II de Cândia

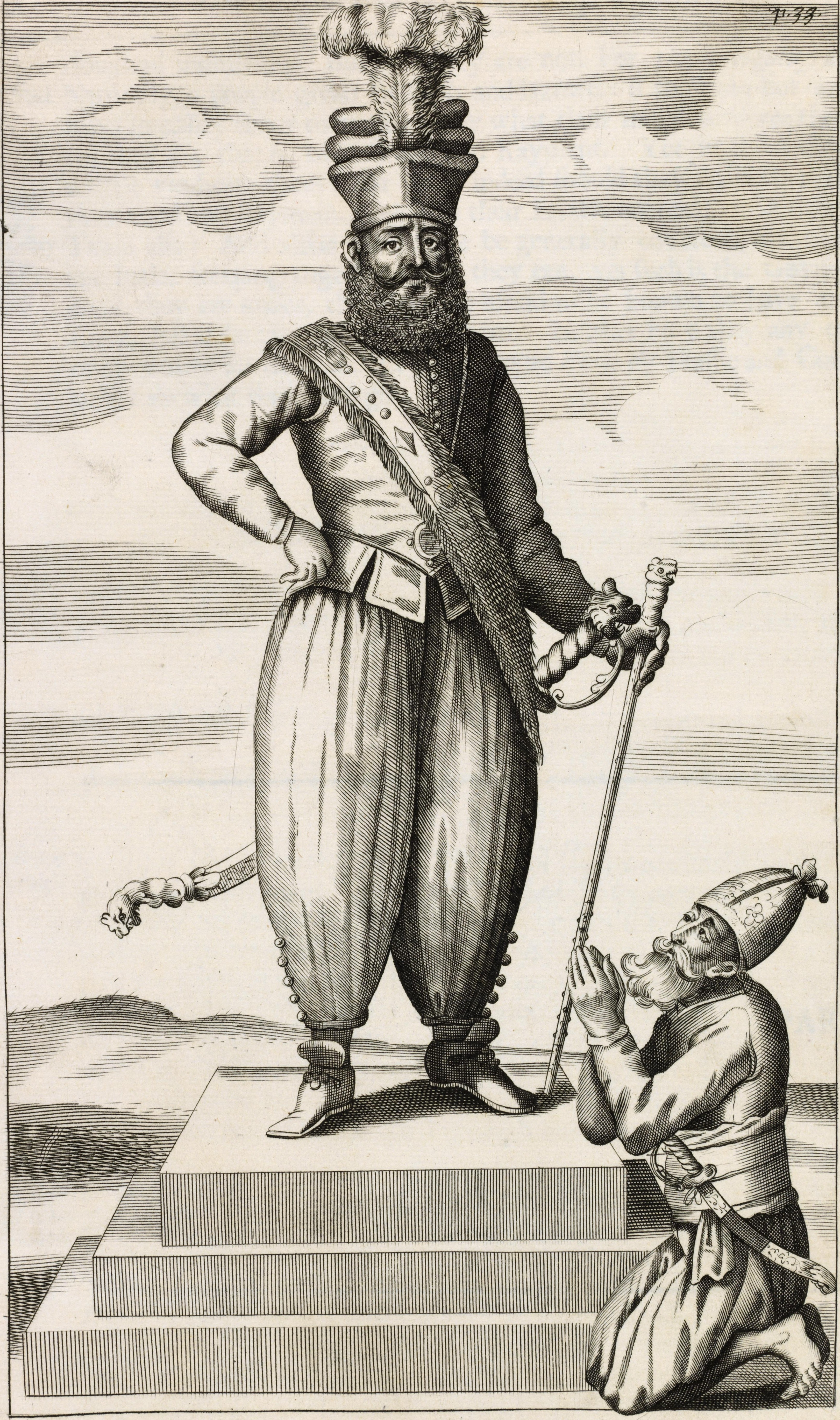
Rajá Sinha II. Ilustração de A Historical Relation of the Island Ceylon de Robert Knox, 1693

Rajá Sinha II, Rajasinha II ou Rajá Singa II (antes da coroação: Maastana, 1608–1687) foi um rei cingalês, o terceiro do Reino de Cândia, tendo reinado entre 1629 e 6 de dezembro de 1687. Em 1638, assinou um tratado com o Império Holandês para repelir os colonos portugueses da ilha.